# سونیا ریختر
سونیا ریختر (انگلیسی: Sonja Richter؛ زادهٔ ۴ ژانویهٔ ۱۹۷۴) بازیگر اهل دانمارک است. وی از سال ۲۰۰۲ میلادی تاکنون مشغول فعالیت بوده‌است. از فیلم‌هایی که وی در آن نقش داشته‌است، می‌توان به زنی که رؤیای مردی را داشت، پسران نروژ و تا ابد عاشقت هستم اشاره کرد.